# Dipoena washougalia
Dipoena washougalia är en spindelart som beskrevs av Claude Lévi 1953. Dipoena washougalia ingår i släktet Dipoena och familjen klotspindlar. Inga underarter finns listade i Catalogue of Life.